# SLNM
SLNM (ang. Short-lived navigational markers) - znaczniki nawigacyjne o krótkim czasie życia. Stosuje się je do oznaczania zaplanowanej ścieżki, która nie ma pozostawać stała w czasie. Znaczniki SLNM samoczynnie zanikają wraz z upływem czasu - aby utrzymywać ścieżkę przez dłuższy okres, należy odświeżać znaczniki przed ich zaniknięciem.

## Wykorzystywane znaczniki
- Znaczniki zapachowe[1] - najczęściej uzyskiwane poprzez skropienie powierzchni alkoholem etylowym. Zanikają wraz z odparowywaniem alkoholu. Stosowane w nawigacji zapachowej.
- Znaczniki termiczne[2] - uzyskiwane poprzez ogrzanie lub ochłodzenie planowanej ścieżki. Zanikają poprzez wyrównywanie temperatury ścieżki z temperaturą otoczenia.

## Możliwości wykorzystania
Docelowym obszarem zastosowań znaczników SLNM jest nawigowanie wózkami AGV. Aktualnie najpopularniejszą metodą wyznaczania ścieżek, po których mają się poruszać wózki jest instalowanie przewodów elektrycznych tuż pod powierzchnią podłogi danego zakładu. Potrzeba zmiany trasy którą mają pokonywać wózki wiąże się z koniecznością przeprowadzenia odpowiednich prac mających na celu położenie przewodów w nowym miejscu oraz zatrzymaniem pracy zakładu na obszarze związanym z danym miejscem. Stosowanie znaczników SLNM pozwala na wyeliminowanie tych problemów ze względu na niskie koszty reorganizacji ścieżek i ich utrzymania.